# Kwas diatrozowy
Kwas diatrozowy (łac. acidum amidotrizoicum) – wielofunkcyjny organiczny związek chemiczny, związek jodu, jonowy środek cieniujący, stosowany w diagnostyce obrazowej chorób przewodu pokarmowego i układu moczowego u ludzi oraz innych ssaków oraz w leczeniu niedrożności smółkowej.

## Budowa i mechanizm działania
Kwas diatrozowy jest pozytywnym środkiem cieniującym pochłaniającym promieniowanie rentgenowskie silniej od tkanek. Stosowane sole sodu oraz megluminy, ulegają w środowisku wodnym dysocjacji na jony o wysokiej osmolalności, co może wywoływać niekorzystny wpływ na organizm szczególnie w przypadku niewystarczającego nawodnienia.

## Zastosowanie
- radiologiczne badanie przewodu pokarmowego (także w skojarzeniu z siarczanem baru)[5]
- tomografia komputerowa narządów jamy brzusznej[5]
- radiologiczne badanie układu moczowego (uretrografia wsteczna, cystografia mikcyjna)[3]
- leczenie niepowikłanej niedrożności smółkowej[5]

Kwas diatrozowy znajduje się na wzorcowej liście podstawowych leków Światowej Organizacji Zdrowia (WHO Model Lists of Essential Medicines) (2017).
Kwas diatrozowy jest dopuszczony do obrotu w Polsce (2018).

## Działania niepożądane
Kwas diatrozowy może powodować następujące działania niepożądane u ponad 1% pacjentów: wymioty, nudności, biegunka. Aspiracja kwasu diatrozowego do płuc może spowodować obrzęk płuc.